# Rio della Cella
Il rio della Cella è un piccolo corso d'acqua dell'alto Appennino bolognese, ll cui corso si svolge interamente nel comune di Monterenzio.
Nasce dalle pendici nord-orientali del Sasso della Macina (782 m) a circa 710 m di altitudine; da qui inizia a solcare la sua larga valle con un andamento dapprima verso nord e poi verso ovest, ricevendo l'apporto di numerosi corsi d'acqua tra cui il principale è il rio di Rizzolano (da destra). Dopo un percorso di circa 4 km, giunge nei pressi di San Benedetto del Querceto, dove si getta da destra nel torrente Idice, al quale dà sempre un notevole apporto idrico in ogni stagione.